# Ringa Ropo-Junnila
Ringa Ropo-Junnila (Finlandia, 16 de febrero de 1966) es una atleta finlandesa retirada especializada en la prueba de salto de longitud, en la que consiguió ser medallista de bronce europea en pista cubierta en 1989.

## Carrera deportiva
En el Campeonato Europeo de Atletismo en Pista Cubierta de 1989 ganó la medalla de bronce en el salto de longitud, con un salto de 6.62 metros, tras las soviéticas Galina Chistyakova  (oro con 6.98 metros) y Yolanda Chen.